# Africocypha
Africocypha – rodzaj ważek z rodziny Chlorocyphidae.

## Podział systematyczny
Do rodzaju należą następujące gatunki:
- Africocypha centripunctata (Gambles, 1975)
- Africocypha lacuselephantum (Karsch, 1899)
- Africocypha varicolor Dijkstra, Mézière & Günther, 2015